# الفروع الحاجزية الخلفية للشريان الوتدي الحنكي
الفروع الحاجزية الخلفية للشريان الوتدي الحنكي (بالإنجليزية: Posterior septal branches of sphenopalatine artery)‏‏ هو شريان يتفرعُ من شريان وتدي حنكي.